# Kirsten Brodde
Kirsten Brodde (geb. 1964 in Hamburg) ist eine deutsche Autorin und Redakteurin. Sie lebt und arbeitet in Hamburg.

## Werdegang
Kirsten Brodde hat an der Universität Hamburg Medizin, Germanistik und Journalistik studiert. Sie promovierte, arbeitete nebenbei als wissenschaftliche Mitarbeiterin am germanistischen Seminar der Universität Hamburg und erhielt 1991 ihren Doktortitel.
Seitdem arbeitet sie als freie Wissenschafts-Journalistin und Autorin. 2000 bis 2008 war Brodde Redakteurin des Greenpeace Magazins mit Schwerpunkt Umwelt- und Verbraucherthemen, schrieb im Laufe der Zeit aber ebenso Einkaufskolumnen für GEO WISSEN, VITAL, Zeit (Online) und Stern. Mit ihrem Blog war sie von 2008 bis 2019 aktiv und schrieb zu Umweltthemen. 2014 begann sie ihre Tätigkeit für die Detox-Kampagne bei Greenpeace. 2012 bis 2015 war sie Jurymitglied beim Bundespreis Ecodesign.
Brodde lebt heute in Hamburg und arbeitet als Head of Finance Campaign von Greenpeace Deutschland. Von Januar 2013 bis 2019 arbeitete sie als Head of Detox Campaign.

## Themen
Kirsten Brodde ist eine bedeutende Kritikerin der Textilindustrie. Ihre Arbeit befasst sich hauptsächlich mit dem Schaden, den die Modeindustrie in der Umwelt hervorruft, und das übereifrige Nutzen von Greenwashing bei Modemarken. Viele Artikel und Bücher von Brodde befassen sich mit Themen wie Konsumverhalten, Mikroplastik, die Giftfreiheit von Kleidung und weiteren Themen, die zu aktivem Konsumüberdenken und Informieren über umweltfreundliche Mode dienen. Als Redakteurin des Greenpeace Magazins schrieb sie zum Schwerpunkt Umwelt- und Verbraucherthemen.
Brodde betreibt mit anderen Kollegen von Greenpeace einen Blog namens Grüne Mode, bei dem sie insgesamt zehn Artikel veröffentlicht hat. Brodde schrieb ebenfalls verschiedene Bücher über die Textilindustrie und ihren Einfluss auf die Umwelt, womit sie vor allem mit ihrem Buch, geschrieben mit Co-Autor Alf-Tobias Zahn, Einfach anziehend: Der Guide für alle, die Wegwerfmode satthaben. In 10 Schritten zum öko-fairen Kleiderschrank (2018) mit der Thematik der Wegwerfmode Erfolg verbuchen konnte. Kirsten Brodde gilt als eine renommierte Autorin bezüglich der Themen der Verbraucherindustrie und Nachhaltigkeit in der Modewelt.
Broddes Bücher und Berichte befassen sich mit der Problematik der Umweltschädlichkeit von Wegwerfmode, Verbraucherthemen sowie Greenwashing. Sie fordert zu bewusstem Konsumdenken bezüglich Mode auf und vermittelt alternative Tipps für umweltfreundliche Mode wie Secondhand, Kleidertausch, Recycling, Fairtrade und vieles mehr. Ihre Themen über umweltfreundliche Mode hängen oftmals mit der Thematik des Klimawandels sowie Leitfäden über geeignete Händler und Materialien zusammen.

## Publikationen
1. Kirsten Brodde: Wer hat Angst vor DNS?: Die Karriere des Themas Gentechnik in der deutschen Tagespresse von 1973 - 1989. P. Lang, 1992, ISBN 978-3-631-44399-6.
2. Kirsten Brodde: Saubere Sachen: Wie man grüne Mode findet und sich vor Öko-Etikettenschwindel schützt. Ludwig Verlag, 2009, ISBN 3-453-28003-2.
3. Kirsten Brodde: Protest!: Wie ich die Welt verändern und dabei auch noch Spaß haben kann. Ludwig Verlag, 2010, ISBN 978-3-453-28016-8.
4. Kirsten Brodde, Alf-Tobias Zahn: Einfach anziehend: Der Guide für alle, die Wegwerfmode satthaben. In 10 Schritten zum öko-fairen Kleiderschrank. oekom, 2018, ISBN 978-3-96238-054-0.